# 特沙伊施山
46°25′39.7″N 9°31′2.5″E / 46.427694°N 9.517361°E
特沙伊施山（Tscheischhorn），是瑞士的山峰，位於該國東南部，由格勞賓登州負責管轄，屬於上哈爾布施泰因阿爾卑斯山脈的一部分，海拔高度3,019米，每年平均降雨量1,693毫米。